# Gaetano Zingali
Gaetano Zingali (Francofonte, 10 gennaio 1894 – Catania, 15 febbraio 1975) è stato uno statistico, economista e politico italiano.

## Attività scientifica
Libero docente di Statistica (1922), fu incaricato di Statistica economica nel R. Istituti di Scienze economiche e commerciali di Catania (1922-'34), straordinario di Statistica dal gennaio 1925 nell'Università di Messina e poi in quella di Catania (ottobre 1925); divenne ordinario nel 1928.
Divenne professore ordinario di Scienza delle Finanze e Diritto finanziario e incaricato di Statistica e demografia nella Facoltà di Giurisprudenza dell'Università di Catania dal 1935 fino al 1964. Fu membro del Consiglio Superiore di Statistica dal 1929 al 1943. Fu pure preside della Facoltà di Giurisprudenza di Catania dall'anno accademico 1932-'33 al 1936-'37.
Fu deputato (1929-1939) e componente del Consiglio superiore della magistratura (1962-1966).

## La medaglia d'oro al merito della Repubblica italiana
Il 2 giugno 1963 il Presidente della repubblica Antonio Segni l'ha premiato con la Medaglia d'oro al Merito della Pubblica Finanza.

## Opere principali
- Decentramento demografico e problema rurale in Sicilia, in "Rivista popolare di Politica, lettere e scienze sociali", Roma (1914)
- Note di statistica giudiziaria penale. Catania, Tipografia Moderna, 1921.
- Cento anni di storia e di crisi nell'industria zolfifera siciliana. Catania, Officina tipografica La stampa, 1922.
- Lezioni di statistica economica, Catania, 1923-24.
- La popolazione della Sicilia preellenica: spunti di demografia preistorica. Padova, Amministrazione del Metron, 1925.
- La Sicilia veduta attraverso l'Annuario statistico italiano, 1932.
- L'emigrazione e la natalità, in "L'economia italiana: organo per la difesa del lavoro nazionale", 1934.
- I rapporti finanziari fra Stato e Chiesa e il trattamento fiscale agli enti di culto, Milano, F. Vallardi, 1943
- L'invasione della Sicilia 1943: Avvenimenti militari e responsabilità politiche, Catania, G. Crisafulli, 1962.